# Witalij Manski
Witalij Wsiewołodowicz Manski, ros. Виталий Всеволодович Манский (ur. 2 grudnia 1963 we Lwowie) – rosyjski reżyser, scenarzysta, operator i producent filmowy. Autor wielokrotnie nagradzanych filmów dokumentalnych.

## Życiorys
W 1990 ukończył studia na kierunku operatorskim w moskiewskim WGIKu. W latach 90. pracował dla rosyjskiej telewizji.
W 2007 Manski założył w Moskwie Artdocfest, największy w tym kraju festiwal prezentujący filmy dokumentalne z całego świata, odbywający się niedługo później również w Petersburgu. Po licznych naciskach ze strony władz dotyczących niezależnej selekcji filmów festiwalowych, Manski zdecydował się w 2015 przeprowadzić do Rygi, gdzie przeniósł także Artdocfest. Pomimo tego fakt, przegląd ten nadal odbywał się również w Rosji - na żywo lub w wersji online.
Jego dokument Wzdłuż rurociągu (2013) opowiadał o mieszkańcach Syberii żyjących w pobliżu gazociągu transsyberyjskiego. Najsłynniejszy film Manskiego, Pod opieką wiecznego słońca (2015), zaglądał za kulisy propagandowego wizerunku północnokoreańskiej dyktatury. Obydwa wspomniane tytuły wyróżniono nagrodą Nika dla najlepszego rosyjskiego dokumentu roku.
W filmie Bliscy (2016) Manski dokonał wiwisekcji podzielonego ukraińskiego narodu na podstawie swojej własnej rodziny rozproszonej po całym kraju. W obrazie Świadkowie Putina (2018), nominowanym do Europejskiej Nagrody Filmowej dla najlepszego filmu dokumentalnego, reżyser przyglądał się początkom Władimira Putina na stanowisku prezydenta Rosji. W filmie Gorbaczow. Raj (2020) Manski dopuścił do głosu autora pieriestrojki, który przedstawił swój pogląd na temat dawnej i obecnej sytuacji w Rosji.
Manski nie kryje słów krytyki pod adresem Władimira Putina i wielokrotnie wyrażał swoje poparcie dla przywódcy opozycji Aleksieja Nawalnego. Reżyser mieszka na stałe w Rydze wraz z żoną Natalią, która jest także producentką jego filmów.